# Podabrus tokugoanus
Podabrus tokugoanus es una especie de coleóptero de la familia Cantharidae.

## Distribución geográfica
Habita en Japón.